# La familia Falcón
La familia Falcón foi a primeira telenovela argentina, cuja exibição ocorreu entre 1962 e 1969 pelo Canal 13 e foi dirigida e escrita por Hugo Moser.

## Elenco
- Pedro Quartucci - Pedro
- Elina Colomer - Elina
- Emilio Comte - Emilio